# Estació d'Alfons X
Alfons X és una estació de la Línia 4 del metro de Barcelona sota la Ronda del Guinardó al districte d'Horta-Guinardó de Barcelona. L'estació va entrar en servei el 1974 com a part de la Línia IV amb el nom de Alfonso X fins que el 1982 amb la reorganització dels números de línies i canvis de nom d'estacions va adoptar el nom actual. Hi ha accessos des de la Plaça d'Alfons X el Savi, la Ronda del Guinardó i el Carrer de Lepant.
| Metro de Barcelona     |                                  |                                              |        |                        |
| Procedència/Destinació | <                                | Línia                                        | >      | Procedència/Destinació |
| Trinitat Nova          | Guinardó \| Hospital de Sant Pau | Logotip de la Línia 4 del metro de Barcelona | Joanic | La Pau                 |